# Malchos de Philadelphie
Malchos de Philadelphie est un historien de langue grecque qui écrivait à la fin du Ve siècle. De son œuvre n'ont été conservés que des fragments.
Il fait l'objet d'une notice dans la Souda, et son ouvrage intitulé Βυζαντιακά (Histoire byzantine) fait l'objet du codex 78 de la Bibliothèque de Photius. Son nom est sémitique, et la ville de Philadelphie que Photius donne comme son lieu de naissance est sans doute l'actuelle Amman, en Jordanie. Mais il vivait à Constantinople, et y exerçait la profession de « sophiste » (c'est-à-dire professeur de rhétorique).
L'ouvrage dont Photius fournit un très bref compte-rendu était, selon la description qu'il en donne, divisé en sept livres et racontait l'histoire de l'Empire depuis la maladie finale de l'empereur Léon Ier (473/474) jusqu'à l'assassinat de Julius Nepos (5 mai 480). Mais Photius précise qu'on comprend, d'après le début du premier livre, qu'il s'agit d'une continuation, et que l'auteur annonce une suite, s'il vit assez longtemps, à la fin du septième livre. Quant à la Souda, elle indique que Malchos avait écrit un ouvrage d'histoire allant du règne de Constantin Ier à celui d'Anastase Ier. Les fragments conservés appartiennent à la période mentionnée par Photius. Cette période paraît faire suite chronologiquement à celle que couvrait l'Histoire byzantine de Priscus. D'après l'historien Warren Treadgold, le plus probable est que l'ouvrage de Malchos comprenait trois parties : d'abord un épitomé allant du règne de Constantin à 473/474 ; ensuite une seconde partie, que Photius avait entre les mains ; enfin une troisième partie allant de 480 à l'avènement d'Anastase en 491. Malchos a sans doute été utilisé comme suite de Priscus dans une « chaîne » d'historiens.
Les fragments conservés de Malchos contiennent quelques informations précieuses sur le début du règne de Zénon, sur ses rapports avec Odoacre, sur le commencement de la carrière de Théodoric.

## Édition
- Roger C. Blockley (éd.), The Fragmentary Classicising Historians of the Later Roman Empire (texte et traduction anglaise), Liverpool, 1980 (vol. I), 1983 (vol. II).